# 肛溫
肛溫又稱直肠测温，是指人們将溫度計经肛门插入直肠来测量一个人的体温。这通常被认为是最准确的体温测量方法以及比口腔测温更安全的替代方法，因为早期温度计中使用了汞和其他有毒化学品，但有些人可能认为这是一种侵入性或羞辱性的测量方法。因此这种方法通常很少使用，通常只有當人們测量口腔温度会有受伤的危险（例如昏迷的病人、口腔手术后的病人或癫痫发作的人）時才會採用這種測量體溫的方法。医学文献显示，肛溫測量法至少可以追溯到18世纪。